# テオドール・クルチウス
Geheimratテオドール・クルチウス(Julius Wilhelm Theodor Curtius、1857年5月27日 - 1928年2月8日)は、ルプレヒト・カール大学ハイデルベルク等の化学の教授である。
1890年/1894年にクルチウス転位の論文を出し、ジアゾ酢酸、ヒドラジン、アジ化水素等を発見した。

## 歴史

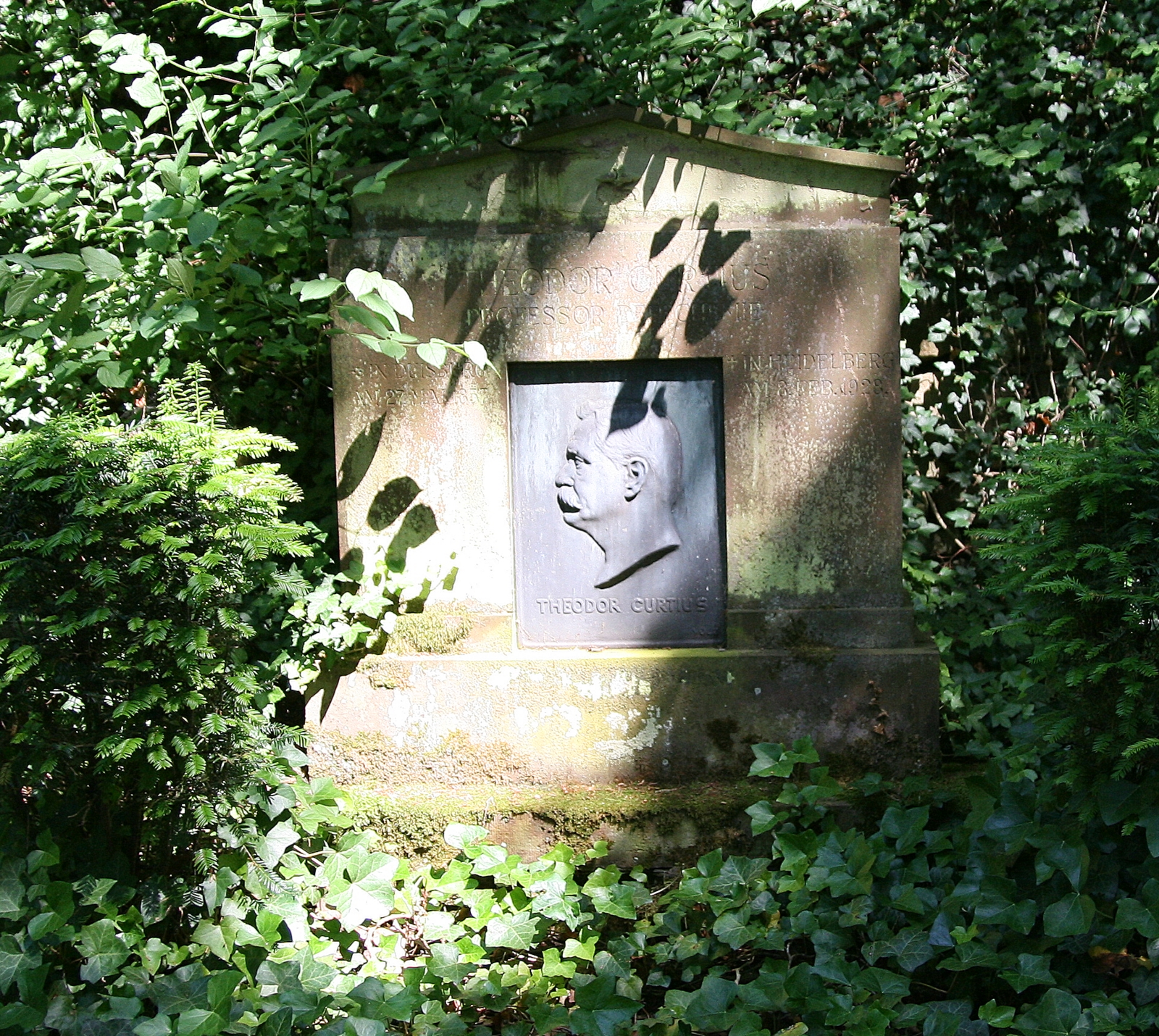
ハイデルベルクにある墓

ドイツのデュースブルクで生まれ、ルプレヒト・カール大学ハイデルベルクでロベルト・ブンゼン、ライプツィヒ大学でヘルマン・コルベに師事して化学を学んだ。1882年にライプツィヒ大学で博士号を授与された。
1884年から1886年まで、ルートヴィヒ・マクシミリアン大学ミュンヘンのアドルフ・フォン・バイヤーの下で研究を行った後、1889年にフリードリヒ・アレクサンダー大学エアランゲン＝ニュルンベルクの分析化学研究室を率いた。その後、クリスティアン・アルブレヒト大学キールの化学部門長となり、そこで論文を量産した。これとともに、1895年には宮中顧問官（枢密院）に指名された。1897年にライン・フリードリヒ・ヴィルヘルム大学ボンで著名なアウグスト・ケクレの後任を1年間勤めた後、1898年にルプレヒト・カール大学ハイデルベルクのヴィクトル・マイヤーの後任で化学の教授となり、引退する1926年まで勤めた。後任は、1962年にクルチウスの伝記を書いたカール・フロイデンベルクであった。
1928年2月8日にハイデルベルクで死去した。

## 私生活
自由な時間には、作曲を行ったりコンサートで歌を歌い、山にも登った。1894年には、ドイツ・オーストリア登山家協会のキール支部を設立し、私財から支援を行った。ミュンヘン在住時代には、山岳ガイドのw:Christian Kluckerと親友になり、その後、何年も一緒に山に登った。

## 主な論文
クルチウスは、300報以上の論文を執筆し、そのうちのいくつかは、化学の発展に大きなインパクトを与えた。
- Diazo- und Azoverbindungen der Fettreihe, Barth, Leipzig (1888)
- Studien mit Hydrazin, Barth, Leipzig, Bd 1,2 (1896), Bd 3,4 (1918)
- Einwirkung von Basen auf Diazoessigester, Berlin (1911)
- Die reduktion der aromatische Aldazine und Ketazine, Barth, Leipzig (1912)
- Hydrazide und Azide der Azidofettsauren, Berlin (1912)
- Die Einwirkungen von Hydrazin auf Nitroverbindungen, Barth, Leipzig (1913)
- Buchner, E.; Curtius, Th. (1885). “Synthese von Ketonsaureathern aus Aldehyden und Diazoessigather” (German). Berichte 18 (2):  2373-2377. doi:10.1002/cber.188501802118.
- Buchner, E.; Curtius, Th. (1885). “Ueber die Einwirkung von Diazoessigather auf aromatische Kohlenwasserstoffe” (German). Berichte 18 (2):  2377-2379. doi:10.1002/cber.188501802119.
- Curtius, Th. (1890). “Chemische Notizen” (German). Berichte 23 (2):  3023-3041. doi:10.1002/cber.189002302233.
- Curtius, Th. (1894). “Hydrazide und Azide organischer Sauren I. Abhandlung” (German). J. Prakt. Chem. 50 (1):  275-294. doi:10.1002/prac.18940500125.

## 家系
クルチウス家はブレーメン地方の出で、何人か著名な人物がいる。